# Dino Curcio
Dino Curcio (Napoli, 29 marzo 1929 – Roma, 30 ottobre 1986) è stato un attore italiano.

## Biografia
Figlio dell'editore Armando Curcio, esordì al cinema nel 1953 in Un turco napoletano di Mario Mattoli, con protagonista Totò, nel ruolo di Michele, un lavorante di Don Pasquale (interpretato da Carlo Campanini). Nello stesso anno recitò nell'episodio Il paraninfo del film Villa Borghese di Gianni Franciolini, nel ruolo di Beniamino, un giovane che intende prendere moglie. Fu inoltre tra gli attori principali di Tarantella napoletana, riduzione di una rivista musicale, per la regia di Camillo Mastrocinque.
Recitò in Racconti romani di Franciolini del 1955, nel ruolo del barbiere Pasquale, e a teatro nella rivista A prescindere del 1956.
Interprete esclusivamente del genere brillante, nel 1965 partecipò al film d'esordio di Ettore Scola, La congiuntura, con Vittorio Gassman. Nel 1973 interpretò il capostazione di Pizzico in Polvere di stelle di Alberto Sordi.
Negli anni sessanta e settanta recitò in alcune opere di prosa televisiva; figurò tra gli interpreti principali della trasposizione di Roma di Aldo Palazzeschi e della riduzione televisiva della commedia Mustafà, tra i cavalli di battaglia di Ettore Petrolini.
Prese parte anche ad alcuni sceneggiati televisivi: nel 1965 Questa sera parla Mark Twain e nel 1978 Il Balordo, insieme a Tino Buazzelli.
Suo fratello, Alfredo Curcio nel 1957 sostituì il padre nella direzione della casa editrice di famiglia. Sotto la sua direzione, accanto al settore delle pubblicazioni a dispense, nacquero pubblicazioni come la Grande Enciclopedia Curcio (che raggiunse centinaia di migliaia di copie), l'Enciclopedia Curcio per tutti (curata da Curcio con Giancarlo Vigorelli), opere di archeologia, storia, arte, informatica, psicologia, dizionari, enciclopedie di musica classica, una storia del cinema e una storia della filosofia.

## Filmografia
- Un turco napoletano, regia di Mario Mattoli (1953)
- Tarantella napoletana, regia di Camillo Mastrocinque (1953)
- Il paraninfo, episodio di Villa Borghese, regia di Gianni Franciolini (1953)
- Miseria e nobiltà, regia di Mario Mattoli (1954)
- Non scherzare con le donne, regia di Giuseppe Bennati (1955)
- Racconti romani', regia di Gianni Franciolini (1955)
- I giorni più belli, regia di Mario Mattoli (1956)
- Carosello di canzoni, regia di Luigi Capuano (1958)
- Come te movi, te fulmino!, regia di Mario Mattoli (1958)
- Arriva la banda, regia di Tanio Boccia (1959)
- A noi piace freddo...!, regia di Steno (1960)
- Bianco, rosso, giallo, rosa, regia di Massimo Mida (1964)
- L'irreparabile, episodio de Gli amanti latini, regia di Mario Costa (1964)
- La congiuntura, regia di Ettore Scola (1965)
- Il marito di Roberta, episodio de I nostri mariti, regia di Luigi Filippo D'Amico (1966)
- Il profeta, regia di Dino Risi (1968)
- Basta guardarla, regia di Luciano Salce (1970)
- Lacrime d'amore, regia di Mario Amendola (1970)
- Per amore o per forza, regia di Massimo Franciosa (1971)
- Il terrore con gli occhi storti, regia di Steno (1972)
- Donnarumma all'assalto (film), regia di Marco Leto (1972)
- Polvere di stelle, regia di Alberto Sordi (1973)
- Lucky Luciano, regia di Francesco Rosi (1973)
- L'arbitro, regia di Luigi Filippo D'Amico (1974)
- Peccati in famiglia, regia di Bruno Gaburro (1975)

## Teatro
- Passo doppio, regia di Giulio Scarnicci e Renzo Tarabusi, Teatro Lirico di Milano, 1954.
- A prescindere, di Nelli e Mangini, regia di Mario Mangini, Compagnia Totò - Ménard, Spettacoli RP, Teatro Sistina di Roma, 1º dicembre 1956.
- Un paio d'ali, regia di Garinei e Giovannini, Teatro Lirico di Milano, 18 settembre 1957.
- Irma la dolce di Alexandre Breffort, regia di Vittorio Gassmann e Luciano Lucignani, Teatro Valle di Roma, 16 dicembre 1958.
- La resistibile ascesa di Arturo Ui di Bertold Brecht, regia di Gianfranco De Bosio, Teatro Carignano di Torino, 1º settembre 1961, ripreso nella stagione 1962/63 con distribuzione variata.
- Le malandrine di Plauto, regia di Fulvio Tonti Rendhell, Teatro G. Belli di Roma, 6 marzo 1965.

## Prosa televisiva
- Una creatura senza difesa di Anton Čechov, regia di Titina De Filippo, Secondo Programma, 29 ottobre 1956.
- Quei figuri di tanti anni fa regia di Peppino De Filippo e Romolo Siena, Programma Nazionale, 6 maggio 1962.
- Un pomeriggio intellettuale regia di Peppino De Filippo e Romolo Siena, Programma Nazionale, 6 maggio 1962.
- Champignol senza volerlo di Georges Feydeau e Maurice Desvallières, regia di Silverio Blasi, Secondo Programma, 10 maggio 1964.
- Antonio e Cleopatra regia di Vittorio Cottafavi, Programma Nazionale, 12 marzo 1965.
- Bertoldo e il suo re, di Giulio Cesare Croce, regia di Silverio Blasi, Secondo Programma, 15 gennaio 1974.
- Roma regia di Enrico Colosimo, Secondo Programma, 12 luglio 1974.
- Mustafà, regia di Maurizio Scaparro, Secondo Programma, 16 settembre 1977.

## Televisione dei ragazzi
- Il pirata Taddeo, regia di Lelio Golletti, dal 28 novembre 1968.[7]

## Doppiatori italiani
- Arturo Dominici in Gli amanti latini